# Кунцевська (станція метро, Велика кільцева лінія)
55°43′49″ пн. ш. 37°26′45″ сх. д. / 55.73028° пн. ш. 37.44583° сх. д.
Кунцевська (рос. Кунцевская) — станція Великої кільцевої лінії Московського метрополітену. Розташована у районах Кунцево та Філі-Давидково (ЗАО) уздовж Рубльовського шосе. Відкриття відбулося 7 грудня 2021 року у складі черги «Мньовники»— «Каховська»
.

## Пересадки
- Метростанція   «Кунцевська»
- Станція МЦД-1  «Кунцево I» — залізнична станція Смоленського напрямку МЗ.
- Автобуси: 11, 16, 45, 73, 127, 135, 178, 190, 236, 459, 464, 575, 610, 612, 688, 733

## Конструкція
Колонна трипрогінна станція мілкого закладення з двома береговими платформами.

## Колійний розвиток
На південь від станції знаходитиметься перехресний з'їзд для обороту потягів.

## Послуги
| Попередня станція | Лінія | Лінія                 | Лінія | Наступна станція |
| ----------------- | ----- | --------------------- | ----- | ---------------- |
| Терехово          |       | Велика кільцева лінія |       | Давидково        |